# 小野由紀子
小野 由紀子（おの ゆきこ、1944年12月16日 - ）は日本の演歌歌手。本名は斉田 由起子。

## 経歴
兵庫県宝塚市出身。
16歳で上京、遠藤実門下生となる。
1963年デビューする。
1967年から「うたおどりショー」を続ける。
1980年、一時引退した同門の先輩・三船和子から歌い継いだ「他人船」がヒットし、初のコンサートを開催。
1992年に、本格的に歌と踊りを教える「花ゆき会」を発足させる。
弟の小野嘉彦（2018年死去）は、「杉紀彦のラジオ村」のプロデューサーを長年務めていた。

## 主な作品
- 屋久島
- 歌行燈
- 築地明石町
- パラダイス東京
- 紀ノ川
- 函館ブルース（作詞：鳥井実、作曲：宮西豊、編曲：白石十四男）-　1967年、キングレコード、BS-625
  - c/w　流川エレジー（作詞：永井ひろし、作曲・編曲：白石十四男）
- 浪花節だよ人生は
- 他人船（作詞・作曲：遠藤実）
- 戻れぬ旅だよ人生は
- 恋千鳥
- 恋あやめ
- 夫婦ごよみ
- 雨のタンゴ
- いいじゃないか
- 舞曲　雪月花
- ああ　大政宗
- 筏流し

## テレビ番組
- 特別機動捜査隊 第421話「東京の流れの中で」（1969年、NET）
- 丹下左膳 第7話「まるまる丸坊主の巻」（1970年、NET） - お時 役
- 花王 愛の劇場 遥かなり母と娘の旅路（1985年、TBS）

## 受賞
- 第56回日本レコード大賞（2014年） - 功労賞